# 斯匹次卑尔根岛
斯匹次卑尔根岛（挪威語：Spitsbergen，挪威語發音：[ˈspɪ̀tsˌbærɡn̩]；或譯史匹茲卑爾根島）是挪威所属斯瓦尔巴群岛中最大的岛屿，靠近北极。该岛面积约39,044 km²。斯匹次卑尔根岛长约450km，40-225公里宽。由于纬度在北极圈内，所以会有极昼（4月至8月）与极夜（11月至1月）现象。
斯匹次卑尔根岛与格陵兰岛之间的弗拉姆海峡东部的深层是北冰洋与大西洋的水交换的通道之一，称为西斯匹茲卑爾根流。另外一条通道是从格陵兰岛东边的弗拉姆海峡西部表层流出，称为东格陵兰流，和通过加拿大北极群岛间海峡流出。